# Archives de l'État à Hasselt

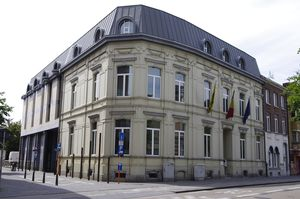
Bâtiment des Archives de l'État à Hasselt, le long de la Bampslaan.

Les Archives de l’État à Hasselt sont l’un des 20 dépôts des Archives de l'État en Belgique. Ce dépôt se trouve le long de la Bampslaan no 4 à Hasselt en province de Limbourg.

## Qu’y trouve-t-on?
Les Archives de l'État à Hasselt conservent les archives produites ou ayant dépendu à l'une ou l'autre époque du territoire des arrondissements judiciaires d'Hasselt et de Tongres en province de Limbourg.
Étudiants, chercheurs, passionnés de généalogie ou d’histoire peuvent consulter aux Archives de l’État à Hasselt, dans la limite du caractère privé de certaines données, une grande gamme de documents :
- Les archives des cours et tribunaux centraux de l'Ancien Régime.
- Les archives des échevinages.
- Les archives des institutions publiques locales de l'Ancien Régime : comté de Rekem (1483-1810), seigneuries de Beringen, Binderveld, Bovelingen, échevinages, cours féodales, etc.
- Les archives de l'arrondissement de Maastricht et du département de la Meuse-Inférieure (1794-1814), les archives des administrations provinciales : registres militaires (1839-1995), commission provinciale des bourses d'études (XVIe-XXe siècle), etc.
- Les archives du commissariat d'arrondissement adjoint de Fourons.
- Les archives des communes.
- Les archives notariales du Limbourg.
- Les registres paroissiaux.
- Les registres de l'état civil.
- Les archives ecclésiastiques : dossiers des procès de l'archidiacre de Hesbaye (1600-1800), chapitres d'Aldeneik, Borgloon, Kortessem, Maaseik, Schulen, Saint-Trond, abbayes de Saint-Trond, d'Herkenrode, couvent des Augustins à Brée, béguinages d'Hasselt, de Bilzen, de Maaseik, de Saint-Trond, fabriques d'église, tables des pauvres, etc.
- Les archives de familles ayant joué un rôle important dans la vie sociale : familles Briers, de Laminne de Bex, etc.
- Les archives d'entreprises : charbonnages de Waterschei, Beringen, Zolder, laiterie Saint-Antoine (Saint-Trond), fabrique de sirop Meekers (Borgloon), etc.
- Les archives d'associations.
- Les microfilms et supports numériques.
- etc.

Paru en 2008, un guide sur les archives d'Hasselt présente, par ailleurs, les diverses collections sur la ville d'Hasselt.

## Salle de lecture numérique
À partir d'août 2009, les registres paroissiaux et registres d’état civil de tout le pays ont été progressivement numérisés et mis à disposition du public dans les 19 salles de lecture des Archives de l’État, dont celle d'Hasselt. 
Depuis janvier 2013, plus de 27 000 registres paroissiaux et un nombre sans cesse croissant de registres d’état civil de moins de 100 ans sont également disponibles gratuitement sur le site internet des Archives de l’État.
D’autres types de documents sont, par ailleurs, consultables depuis la salle de lecture numérique ou le site internet des Archives de l’État : 6 000 photos de la Première Guerre mondiale, des milliers de cartes et plans, les procès-verbaux du Conseil des Ministres (1918-1979), l'annuaire statistique de la Belgique (et du Congo belge) depuis 1870, 38 000 moulages de sceaux, etc.

## Historique
Les Archives de l’État sont présentes à Hasselt depuis 1869. Elles occupent le bâtiment situé le long de la Bampslaan depuis 1908. Construite vers 1865-1870, la bâtisse a été achetée par l'État belge en 1904.